# Коналл Инишкоэльский
Коналл (ирл. Conall; VII век) — святой игумен Иннишкоэльский. День памяти — 22 мая.
Святой Коналл (Conall), или Коэль (Coel), или Кональд (Conald) управлял монастырём в Иннишкоэле, Донегал. Там имеется источник, носящий его имя. Он является одним из наиболее почитаемых святых в тех краях. Согласно, он был убит пиратами ок. 590 года.